# Swæfberht

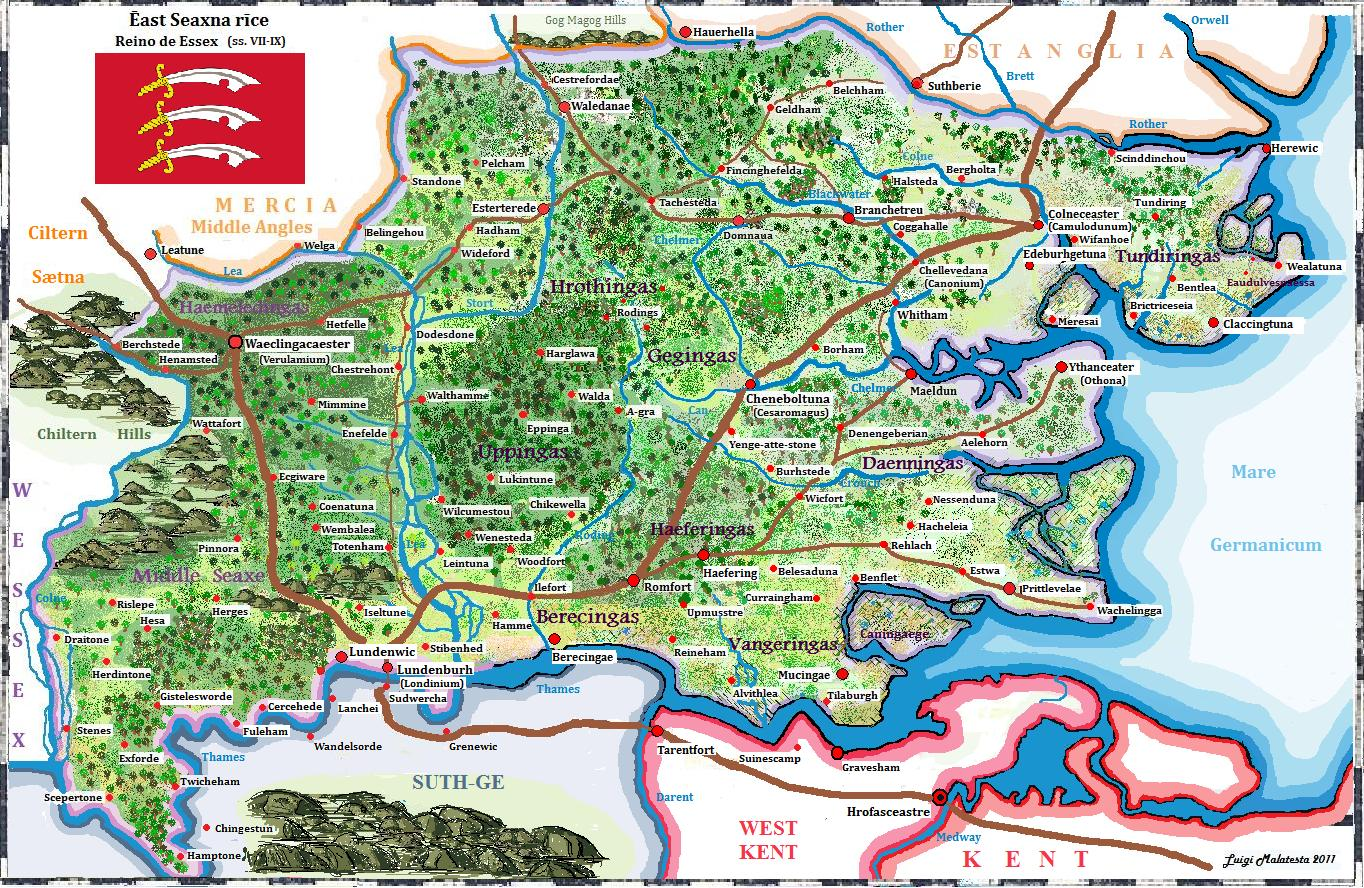
Essex in frühangelsächsischer Zeit

Swæfberht (auch Swaefbert, Swebriht; † 738) war in den Jahren 709 bis 738 König des angelsächsischen Königreichs Essex.

## Leben
Die genaue Chronologie im Umfeld seines Amtsantritts ist unklar. Nach Wilhelm von Malmesbury, einem Geschichtsschreiber des 12. Jahrhunderts, war Saelred der Nachfolger des abgedankten Königs Offa und soll im Jahr 709 den Thron bestiegen haben. Moderne Historiker halten jedoch Swæfberht (709–738) für den Nachfolger Offas, dem schließlich Saelred folgte. Eine gemeinsame Herrschaft von Swæfberht (709–738) und Saelred (?–746) wird jedoch auch vertreten. Nähere Details zu Swæfberhts Regierung sind nicht überliefert. Symeon von Durham, ein Geschichtsschreiber des 11/12. Jahrhunderts schrieb in seiner Chronik De Gestis Regum Anglorum zum Jahr 738 nur, dass „Swebriht, König der Ostsachsen, starb“.